# Sweet 7
Sweet 7 är Sugababes sjunde studioalbum. Albumet släpptes den 5 mars 2010 i Polen, Schweiz och Österrike.

## Låtlista
1. Get Sexy
2. Wear My Kiss
3. About A Girl
4. Wait For You
5. Thank You for the Heartbreak
6. Miss Everything (featuring Sean Kingston)
7. She's a Mess
8. Give it to Me Now
9. Crash & Burn
10. No More You
11. Sweet and Amazing (Make It the Best)
12. Little Miss Perfect